# Cerastium vidalii
Cerastium vidalii là loài thực vật có hoa thuộc họ Cẩm chướng. Loài này được Phil. mô tả khoa học đầu tiên năm 1872.